# 1740 Paavo Nurmi
1740 Paavo Nurmi là một tiểu hành tinh. Nó được phát hiện bởi Y. Vaisala ngày 18 tháng 10 năm 1939 ở Turku, Phần Lan. Nó được đặt theo tên famed Finnish distance runner Paavo Nurmi, who won nine Olympic gold medals. 